# Onthophagus exilis
Onthophagus exilis là một loài bọ cánh cứng trong họ Bọ hung (Scarabaeidae).